# Camarsac
Camarsac é uma comuna francesa na região administrativa da Nova Aquitânia, no departamento da Gironda. Estende-se por uma área de 5,35 km². Em 2010 a comuna tinha 1 023 habitantes (densidade: 191,2 hab./km²).